# Săcădat (okręg Bihor)
Săcădat – wieś w Rumunii, w okręgu Bihor, w gminie Săcădat. W 2011 roku liczyła 950 mieszkańców.